# فراز (فیلم)
فراز (انگلیسی: Faraaz) فیلم هندی اکشن زندگی‌نامه‌ای هندی-زبان، تولید سال ۲۰۲۲ است که توسط هانسال مهتا کارگردانی شده‌است و شرکت تی-سریز و بنارس میدیا وورکز تهیه کنندگی آن را بر عهده داشته‌اند. بازیگران اصلی فیلم جوهی بابار، عامر علی، آدیتیا راوال، زهان کاپور، جاتین سارین و پالاک لالوانی هستند. فیلم اولین بار در روز ۱۵ اکتبر ۲۰۲۲ در جشنواره فیلم لندن به نمایش درآمد و در روز ۳ فوریه ۲۰۲۳ در هند اکران شد.